# 小哨站
小哨站是位于云南省昆明市官渡区大板桥街道小哨社区的一个铁路车站，有沪昆铁路经过该站，邮政编码650212。车站建于1941年，1966年准轨化:229，设有3条股道。沾昆二线建设工程原计划关闭小哨站，后设计方案变更改由对车站进行了扩建工程。扩建项目包括将站场规模增加至5道、新建信号楼1座、旅客站台2座并延长既有地道，同时在车站旁建设战备基地。
小哨站隶属昆明铁路局，是四等站现办理客运业务，不办理货运业务。车站及其上下行区间均已电气化，距离贵阳站598公里。是前往昆明長水國際機場最近的車站，但只有一对普快列车5651/2次（昆明-红果）停靠。